# List Mary Bar-Serapiona
List Mary Bar-Serapiona – dokument, uważany niekiedy za jedno z najstarszych źródeł historycznych dotyczących Jezusa Chrystusa. Jest to korespondencja autorstwa pochodzącego z Syrii stoickiego filozofa o imieniu Mara Bar-Serapion (ܡܪܐ ܒܪ ܣܪܦܝܘܢ, co dosłownie znaczy Mara, syn Serapiona) do jego syna, zwanego również Serapionem. List został napisany pomiędzy 73 rokiem a końcem II wieku. Większość uczonych datuje go na okres następujący krótko po 73 roku. List może stanowić wczesne niechrześcijańskie odniesienie do ukrzyżowania Jezusa. Gdyby list rzeczywiście został napisany około 73, byłby najstarszym pozaewangelicznym nawiązaniem do postaci Jezusa Chrystusa w historii, zaraz obok dzieła zatytułowanego Dawne dzieje Izraela Józefa Flawiusza.
Treść korespondencji odnosi się do niesprawiedliwego potraktowania „trzech mędrców”. Autorowi chodzi tu o okoliczności śmierci Sokratesa, Pitagorasa i niewspomnianego z imienia „mądrego króla” Żydów. Mara Bar-Serapion wyjaśniał swojemu synowi, że we wszystkich trzech przypadkach złe uczynki ludzi spowodowały ukaranie ich w przyszłości przez Boga. Autor napisał o tym, że w sytuacjach, gdy mądrzy ludzie są uciskani, nie tylko ich mądrość na końcu tryumfuje, ale też i Bóg karze swoich ciemięzców.
List nie zawiera żadnego chrześcijańskiego motywu, dlatego wielu badaczy uważa Marę za poganina, choć niektórzy sugerują, że mógł być monoteistą. Niektórzy uczeni postrzegają określenie „mądry król” Żydów jako wczesne, niechrześcijańskie odniesienie do Jezusa. Pośród argumentów wspierających niechrześcijańskie pochodzenie listu wymienić można spostrzeżenie, że „król Żydów” nie był chrześcijańskim tytułem; także zawarta w liście sugestia, iż Jezus wciąż żyje dzięki naukom, które ustanowił, stoi w opozycji dla chrześcijańskiej koncepcji, zgodnie z którą Jezus dosłownie żyje nadal po swoim zmartwychwstaniu. Z drugiej strony Mara Bar-Serapion w swoim liście mógł nawiązywać do zmartwychwstania, o którym Jezus mówił w czasie swojego nauczania. Dlatego nie jest pewne, czy wierzył w zmartwychwstanie, czy też niegdyś je uznawał, a następnie przestał w nie wierzyć. Nie jest również całkiem wykluczone, że był chrześcijaninem lub przynajmniej miał styczność z pierwszymi wyznawcami tej nowej wówczas religii i zgadzał się z nimi w zakresie, w którym Ewangelia przypisuje Jezusowi tytuł „mądry król Żydów”. Uczeni, jak np. Robert Van Voorst, mają wątpliwości co do tego, czy określenie „król Żydów”, rzeczywiście odnosi się do śmierci Jezusa. Z kolei jeszcze inni badacze, tacy jak Craig A. Evans, widzą mniejszą wartość listu, zważywszy na niepewną datę źródła i ewentualne wątpliwości co do osoby, będącej przedmiotem wywodu Mary Bar-Serapiona.

## Historia manuskryptu

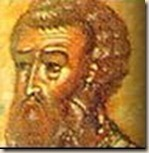
Mara Bar-Serapion

List Mary Bar-Serapiona jest zachowany w rękopisie pochodzącym z VI bądź VII wieku (BL Add. 14658), będącym dziś w posiadaniu Biblioteki Brytyjskiej. Rękopis powstał po zdobyciu Samosaty przez Rzymian, co miało miejsce w 72 roku, ale przed przełomem II i III wieku naszej ery. W dziewiętnastowiecznych relacjach zawarte są informacje pozwalające stwierdzić, że list był zawarty w jednym z kilku rękopisów uzyskanych przez Henry'ego Tattama z Klasztoru Syryjczyków św. Marii Deipara w pustyni nitryjskiej i nabytych przez Bibliotekę Brytyjską w 1843 roku. Treść listu została przetłumaczona na język angielski w 1855 roku przez Williama Curetona.

## Treść listu
Z początku listu jasno wynika, że jego adresatem jest syn autora. W pierwszych słowach Mara Bar-Serapion pozdrawia swojego syna. Kluczowy dla historii chrześcijaństwa fragment brzmi następująco:

Co jeszcze możemy powiedzieć, gdy mądrzy ludzie są siłą gnębieni przez tyranów, ich mądrość jest narażona na obelgi, a ich umysły są uciskane i pozbawione obrony? Jakie korzyści osiągnęli Ateńczycy, mordując Sokratesa? Tylko głód i zaraza przyszły na nich, jako kara za ich przestępstwa. Jakie korzyści zyskali ludzie z Samos, ze spalenia Pitagorasa? W jedną chwilę ich ziemia została pokryta piaskiem. Jakie korzyści odnieśli Żydzi, poprzez stracenie ich mądrego króla? Zaraz potem losy ich królestwa dobiegły końca. Bóg sprawiedliwie pomścił tych trzech mędrców: Ateńczycy umarli z głodu, mieszkańcy Samos zostali pochłonięci przez morze, a Żydzi, osamotnieni i wypędzeni z własnego królestwa, żyją w całkowitym rozproszeniu. Ale Sokrates nie jest martwy, za sprawą Platona, ani Pitagoras, dzięki posągowi Junony, ani też mądry król, ze względu na „nowe prawo”, które dał.

W tym fragmencie autor listu, pokrzepiając syna, wyjaśnia, że gdy mądrzy są uciskani, nie tylko ich mądrość na końcu odnosi tryumf, ale też Bóg karze swoich ciemiężców.
Z kontekstu listu wynika, że Rzymianie zniszczyli miasto Mary podczas wojny, biorąc go do niewoli wraz z innymi. List został napisany z więzienia, aby zachęcić syna autora do zgłębiania mądrości. Treść listu przybiera formę zestawu retorycznych pytań, które autor zadaje w celu uwydatnienia zalet prześladowanych mędrców. Mara sugeruje, że zajęcie jego ziemi, przyniesie w końcu wstyd i hańbę Rzymianom. Jego list nawołuje do praktykowania mądrości i stawienia czoła trudnościom życia.

## Interpretacja i analiza historyczna

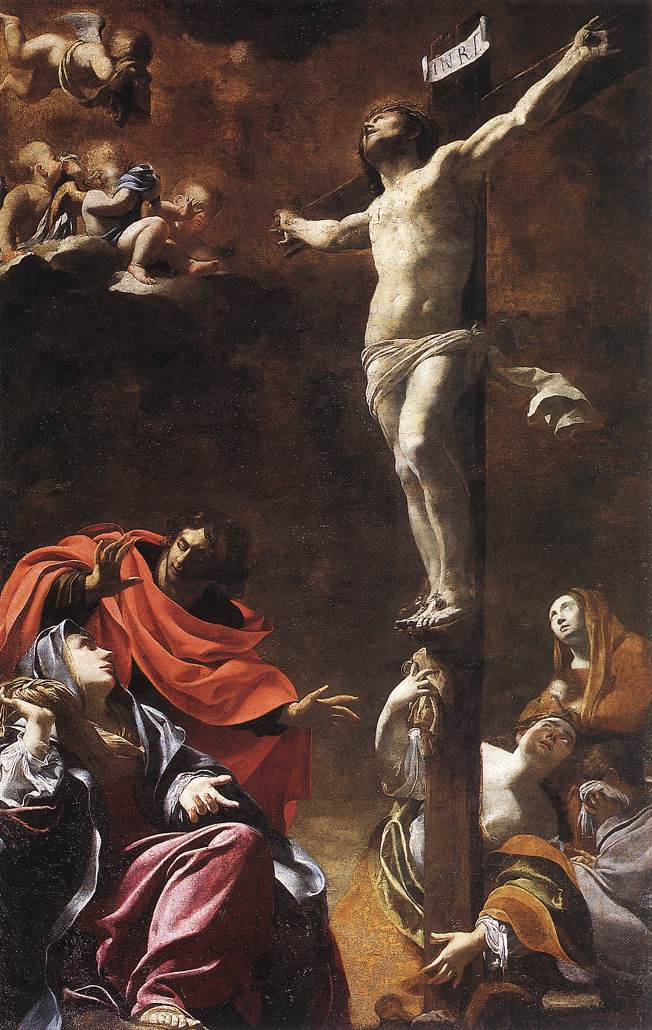
Titulus Crucis nad głową Jezusa głosił INRI, co znaczy „Jezus Nazarejczyk, Król Żydów”. Tytuł Krzyża mógł być inspiracją na Mary Bar-Serapiona do użycia określenia „mądry król Żydów”

Niechrześcijańskie pochodzenie listu jest poparte obserwacją, że „król żydowski” nie funkcjonuje jako chrześcijański tytuł Jezusa w czasach, gdy list został napisany. Twierdzenie Mary, iż mądry król żyje dzięki ustanowionemu przez siebie „nowemu prawu” jest również traktowane jako wskazanie na jego niechrześcijańskie pochodzenie, ponieważ ignoruje podstawową zasadę wiary chrześcijańskiej, która głosi, że Jezus nadal żyje w swoim zmartwychwstaniu. Z innego punktu widzenia zdanie Mary może odnosić się do nawiązań do zmartwychwstania, zawartych w naukach Jezusa, które mówią, że żył i ustanowił tym samym „nowe prawo”. Ostatecznie nie wiadomo, jaki był stosunek Mary Bar-Serapiona do chrześcijaństwa i czy zgadzał się z jego wyznawcami i dlatego nazwał Jezusa „mądrym królem”. Biorąc pod uwagę, że niektóre Ewangelie za śmierć Jezusa obarczają winą Żydów, a w liście Mara nazywa Jezusa „królem żydowskim”, nie zaś Zbawicielem czy Synem Bożym, istnieje wyraźne wskazanie, że wyrażenia autora nie zostały utworzone przez chrześcijanina.
Uczeni tacy jak Robert Van Voorst mają wątpliwości, czy odwołanie się do stracenia „króla Żydów” w ogóle odnosi się do śmierci Jezusa. Van Voorst stwierdza, że ewentualnym powodem, dla którego Mara Bar-Serapion pominął imię Jezusa w liście, było trwające prześladowanie chrześcijan w tamtym czasie oraz pragnienie, aby nie narazić się rzymskim oprawcom, którzy przecież zniszczyli Jerozolimę. Jeszcze inni badacze, jak na przykład jak Craig A. Evans, widzą mniejszą wartość listu, jeśli brać pod uwagę jego niepewną datę i ewentualną niejednoznaczność w odniesieniu do osoby.
Bruce Chilton postawił tezę, że określenie „król Żydów” użyte przez Mary Bar-Serapiona może być związany z napisem INRI (skrót od IESVS NAZARENVS REX IVDÆORVM, czyli Jezus Nazarejczyk, Król Żydów), umieszczonym przez Poncjusza Piłata na krzyżu powieszonego Jezusa, wspomnianym w Ewangelii świętego Marka (15:26 wers 1). Van Voorst uważa, że wskazanie podobieństwa pomiędzy niesprawiedliwym traktowaniem trzech mędrców oraz zniszczeniem Aten i Samos prowadzi do wniosku, że Mara Bar-Serapion widział w zniszczeniu Jerozolimy karę za odrzucenie Jezusa przez Żydów. Krytycy tej interpretacji twierdzą jednak, że w przeciwieństwie do jawnych odniesień Mary do Sokratesa i Pitagorasa, Jezus nie został wspomniany z imienia, co czyni w ten sposób rzeczywistą tożsamość „mądrego króla” w liście mniej pewną.